# Oxylobus glanduliferus
Oxylobus glanduliferus là một loài thực vật có hoa trong họ Cúc. Loài này được (Sch.Bip. ex Benth. & Hook.f.) A.Gray mô tả khoa học đầu tiên năm 1879.